# Couleuvre à dos rouge
Platyceps rhodorachis
Espèce
Synonymes
- Zamenis ventromaculatus Günther, 1858
- Zamenis rhodorachis Jan, 1865
- Zamenis ladacensis var. subnigra Boettger, 1893
- Coluber rhodorachis kashmirensis Khan & Khan, 2000

Platyceps rhodorachis, la Couleuvre à dos rouge,  est une espèce de serpents de la famille des Colubridae.

## Répartition
Cette espèce se rencontre en Afrique du Nord, en Afrique de l'Est, au Moyen-Orient, en Asie centrale et dans le nord-ouest de l'Asie du Sud :
- en Algérie, en Libye, en Égypte, en Érythrée, en Éthiopie, à Djibouti, en Somalie, au Tchad ;
- en Israël, en Jordanie, en Syrie, en Irak, en Arabie saoudite, au Yémen, en Oman, aux Émirats arabes unis, en Iran, au Turkménistan, dans le sud du Kazakhstan, en Ouzbékistan, au Kirghizistan, au Tadjikistan, en Afghanistan, au Pakistan et dans le nord-ouest de l'Inde.

Sa présence au Soudan est incertaine.

## Description
Il est long et fin, sa tête est étroite. Comme ses surnoms le suggèrent, il est capable de se déplacer très rapidement, notamment dans des canyons escarpés, à la recherche de poissons, de crapauds et de petits rongeurs. Il n'est pas venimeux.

## Liste des sous-espèces
Selon The Reptile Database (11 août 2013) :
- Platyceps rhodorachis kashmirensis (Khan & Khan, 2000)
- Platyceps rhodorachis rhodorachis (Jan, 1865)
- Platyceps rhodorachis subniger (Boettger, 1893)

## Taxinomie
La sous-espèce Platyceps rhodorachis ladacensis a été élevée au rang d'espèce.

## Appellation
En anglais on l'appelle Braid Snake, Jan's Cliff Racer, Jan's Desert Racer ou Wadi Racer au Sultanat d'Oman où il est le serpent le plus fréquemment rencontré par les randonneurs qui explorent les wadis.

## Publications originales
- Boettger, 1893 : Übersicht der von Prof. C. Keller anlässlich der Ruspoli'schen Expedition nach den Somaliländern gesammelten Reptilien und Batrachier. Zoologischer Anzeiger, vol. 16, no 416, p. 113-119 (texte intégral).
- Jan, 1865 : Prime linee dúna fauna della Persia occidentale, p. 342-357 in de Filippi, 1865 : Note di un Viaggio in Persia nel 1862, G. Daelli & C. Editori, Milan, p. 1-369.
- Khan & Khan, 2000 : Three new subspecies of snakes of genus Coluber from Pakistan. Pakistan Journal of Zoology, vol. 32, no 1, p. 49-52.